# شهرستان چونه
شهرستان چونه (به کره‌ای: 천내군) یک شهرستان در شرق کره شمالی (شرق شبه‌جزیره کره) است که در تابعیت استان گانگوون قرار دارد.

## تقسیمات اداری
شهرستان چونّه به ۱ شهرک، ۳ منطقهٔ کارگری، و ۱۵ روستای تابعه تقسیم شده است.
| - ‌ شهرک‌ها - چونّه (천내읍، Ch'ŏnnae-ŭp) - مناطق کارگری - ریونگدام (룡담로동자구، Ryongdam-nodongjagu) - شین‌سان (신산로동자구، Sinsal-lodongjagu) - هوارا (신산로동자구، Hwara-rodongjagu) - روستاها - اینهونگ (인흥리، Inhŭng-ni) - پونگجون (풍전리، P'ungjŏl-li) - جانگ‌پونگ (장풍리، Changp'ung-ni) - دانگچی (당치리، Tangch'i-ri) - دونگهونگ (동흥리، Tonghŭng-ni) | - روستاها (ادامه) - ده‌یانگ (대양리، Taeyang-ni) - روئون (로운리، Roul-li) - ریونگنو (룡루리، Ryongnu-ri) - سونگجون (승전리، Sŭngjŏl-li) - شینام (신암리، Sinam-ni) - شینهونگ (신흥리، Sinhŭng-ni) - گوپو (압동리، Kup'o-ri) - گومسونگ (금성리، Kŭmsŏng-ni) - هوئبوک (회복리، Hoebok-ri) - یومجون (염전리، Yŏmjŏl-li) |

## تاریخ
تا پیش از تأسیس این شهرستان: تا پیش از سال ۱۹۴۶ میلادی، اراضی این شهرستان در شهرستان مونچون، استان قدیمی هامگیونگ جنوبی قرار داشت.
در اکتبر ۱۹۴۲ میلادی، «قصبهٔ دوچو» [도초면] به شهرک ارتقاء یافت و نام آن به «چونّه» [천내읍] تغییر کرد.
در دوران حاکمیت استعماری ژاپن بر کره پیش از سال ۱۹۴۵ میلادی، و پس از تغییر فوق‌الذکر، شهرستان مونچون/بونسِن شامل ۱ شهرک و ۷ قصبه به شرح زیر بود:
1. شهرک چونّه/سِنّای (천내읍، 川内邑، Ch’ŏnnae-ŭp/Sennai-yū)
2. قصبهٔ اولّیم/اونرین (운림면، 雲林面، Ullim-myŏn/Unrin-men)
3. قصبهٔ بوکسونگ/هوکوجو (북성면، 北城面، Pŏksŏng-myŏn/Hokujō-men)
4. قصبهٔ پونگسانگ/هوجو (풍상면، 豊上面، P’ungsang-myŏn/Hōjō-men)
5. قصبهٔ پونگها/هوکا (풍하면، 豊下面، P’ungha-myŏn/Hōka-men)
6. قصبهٔ دوگوون/توکوگِن (덕원면، 德源面، Tŏgwŏn-myŏn/Tokugen-men)
7. قصبهٔ مونچون/بونسِن (문천면، 文川面، Munch’ŏn-myŏn/Bunsen-men)
8. قصبهٔ میونگ‌گو/مئیکی (명구면، 明亀面، Myŏnggu-myŏn/Meiki-men)

پس از استقلال کره از ژاپن در سال ۱۹۴۵ میلادی، این کشور به دو نیمه تقسیم شد. استان هامگیونگ جنوبی و شهرستان مونچون در کره شمالی قرار گرفتند.
در سپتامبر ۱۹۴۶ میلادی، در تابعیت اداره مدنی شوروی، دولت کمیته خلق کره شمالی، اراضی شهرستان مونچون را (به همراه شهر وون‌سان و شهرستان آن‌بیون) از استان هامگیونگ جنوبی  به استان گانگوون منتقل کرد.
در همان تاریخ، با ادغام بخش‌هایی از شهرک «چونّه» و قصبه‌های «مونچون» و «میونگ‌گو»، مشتمل ۲۰ روستا، ادغام شده و قصبهٔ جدید «مونسونگ» [문성면] را تشکیل دادند.
در همان تاریخ، شهرک‌ «چونّه» [천내면] به قصبه تقلیل درجه یافت.
در پی قطعی شدن مرز بین دو کره، در دسامبر سال ۱۹۵۲ میلادی، در کره شمالی، «قصبه» به‌عنوان یک واحد اداری بالکل منحل شد. در عوض، روستاهای کوچکتر و بزرگتر در جای‌جای کشور با هم تجمیع شده و وظایف اداری بیشتری به آن‌ها سپرده شد، و آن‌ها عملا به سطح سوم تقسیمات کشوری، مستقیما تابعهٔ شهرستان‌ها تبدیل شدند.
در همان تاریخ و در چهارچوب این پروسه، اراضی قصبهٔ «چونّه» و بیشتر اراضی قصبه‌های منحل شدهٔ «اولّیم» و «میونگ‌گو» ادغام شده و شهرستان چونّه را تشکیل دادند.
در طول این پروسه، روستاهای مختلف این شهرستان، به شرح زیر ادغام شدند. ۵۳ روستا (۲۰ از «قصبهٔ چونّه»، ۱۳ از «قصبهٔ اولّیم»، ۲۰ از «قصبهٔ میونگ‌گو») ادغام شده و به ۱ شهرک، ۱ منطقهٔ کارگری، و ۱۸ روستای نهائی تبدیل شدند:
- شهرک:
  1. چونّه [천내읍] از ادغام روستاهای «چونّه ۱ام» [천내1리]، «چونّه ۲ام» [천내2리]، «چونّه ۳ام» [천내3리]، و بخشی از «یونگ‌دانگ» [용당리] (قصبهٔ منحل شدهٔ «چونّه»)

- منطقهٔ کارگری:
  1. هوارا [화라로동자구] از ادغام روستاهای «مولبانگ‌دوک» [물방덕리] و «هوارا» [화라리] (قصبهٔ منحل شدهٔ «چونّه»)

- روستاهای:
  1. اینهونگ [인흥리] از ادغام روستاهای «اینهونگ»، «گاموکجونگ» [가목정리]، «گومدوک» [금덕리] (قصبهٔ منحل شدهٔ «اولّیم»)
  2. پونگجون [풍전리] از ادغام روستاهای «پونگجون»، «چوکسان» [축산리]، «گویپو» [귀포리] (قصبهٔ منحل شدهٔ «میونگ‌گو»)
  3. جانگ‌پونگ [장풍리] از ادغام روستاهای «جانگهونگ» [장흥리] و «شینپونگ» [신풍리] (قصبهٔ منحل شدهٔ «چونّه»)
  4. دانگچی [당치리] از ادغام روستاهای «دانگچی»، «سومهو» [섬호리]، «سونگ‌دونگ» [송동리] (قصبهٔ منحل شدهٔ «میونگ‌گو»)
  5. دونگهونگ [동흥리] از ادغام روستاهای «دونگهونگ»، «یونگ‌پیونگ» [영평리]، و بخشی از «هاکسون» [학선리] (قصبهٔ منحل شدهٔ «اولّیم»)
  6. روئون [로운리] از ادغام روستاهای «نونگام» [농암리]، «روئون »، و بخشی از «جه‌وی» [제위리] (قصبهٔ منحل شدهٔ «چونّه»)
  7. ریونگدام [룡담리] از ادغام روستاهای «جونگدوک» [중덕리]، «مون‌وانگ» [문왕리]، «ریونگدام»  (قصبهٔ منحل شدهٔ «چونّه»)
  8. ریونگنو [룡루리] از ادغام روستاهای «جه‌ئین» [중덕리]، «ریونگنو »، و بخشی از «یونگسان» [용산리] (قصبهٔ منحل شدهٔ «چونّه»)

- 1. سوچی [수치리] از ادغام روستاهای «سوچی»، «گوانسا» [관사리]، «نه‌یانگ» [내양리]، و بخشی از «گوبوئان» [구부안리] (قصبه‌های منحل شدهٔ «چونّه» و «میونگ‌گو»)
  2. سونگجون [승전리] از ادغام روستاهای «شین‌چانگ» [신창리]، «گوریونگ» [고룡리] (قصبهٔ منحل شدهٔ «اولّیم»)
  3. شینام [신암리] از ادغام روستاهای «جانگام» [장암리] و «سامشین» [삼신리] (قصبهٔ منحل شدهٔ «میونگ‌گو»)
  4. شین‌سان [신산리] از ادغام روستاهای «اوئون» [어은리] و «شین‌سان» (قصبهٔ منحل شدهٔ «اولّیم»)
  5. شینهونگ [신흥리] از ادغام روستاهای «چونّه ۴ام» [천내4리]، «شینپو» [신포리]، «هاکپو» [학포리] (قصبهٔ منحل شدهٔ «چونّه»)
  6. گوپو [구포리] از ادغام روستاهای «دانگبوک» [당북리]، «سانگ‌پیونگ» [상평리]، «گوپو»، و بخشی از «یونگ‌دانگ» [용당리] (قصبه‌های منحل شدهٔ «چونّه» و «میونگ‌گو»)
  7. گودوک [구덕리] از ادغام روستاهای «دوکپیونگ» [덕평리] و «گودوک» (قصبهٔ منحل شدهٔ «اولّیم»)
  8. گومسونگ [금성리] از ادغام روستاهای «دوکهو» [덕호리]، «گومسونگ» [금성리]، «نونسان» [논산리] (قصبهٔ منحل شدهٔ «میونگ‌گو»)
  9. هوئبوک [회복리] (قصبهٔ منحل شدهٔ «اولّیم»)
  10. یومجون [염전리] از ادغام روستاهای «سامپو» [삼포리]، «هانگ‌گیوپان» [향교판리]، «یومجون» (قصبهٔ منحل شدهٔ «میونگ‌گو»)

در سال ۱۹۵۳، روستای «گودوک» منحل شده و ضمیمهٔ «هوبوک» شد. (۱ شهرک، ۱ منطقهٔ کارگری، و ۱۷ روستا)
در سال ۱۹۶۱،‌ روستای «شین‌سان» به منطقهٔ کارگری [신산로동자구] ارتقاء یافت. (۱ شهرک، ۲ منطقهٔ کارگری، و ۱۶ روستا)
در ژوئیهٔ سال ۱۹۷۲، با انحلال شهرستان مونچون، ۵ روستا از این شهرستان، به شهرستان چونّه ضمیمه شدند، شامل: (۱ شهرک، ۲ منطقهٔ کارگری، و ۲۱ روستا)
1. دوکهونگ [덕흥리]
2. سامهوا [삼화리]
3. سوکجون [석전리]
4. سونگجوک [송죽리]
5. شین‌سونگ [신송리]

در نوامبر سال ۱۹۷۲، روستای «ریونگدام» به منطقهٔ کارگری [룡담로동자구] ارتقاء یافت. (۱ شهرک، ۳ منطقهٔ کارگری، و ۲۰ روستا)
در ماه مه ۱۹۷۴ میلادی، همزمان با انحلال شهرستان سودونگ و ادغام آن در شهرستان گوون (در استان هامگیونگ جنوبی)، ۴ روستا از شهرستان گوون به شهرستان چونّه پیوستند، شامل:
1. پونگنام [풍남리]
2. جونتان [전탄리]
3. سونگهونگ [송흥리]
4. وون‌بونگ [송흥리]

در همان زمان، دو روستا از شهرستان چونّه جدا شده و به شهر وون‌سان پیوستند، شامل «دوکهونگ» و «سوکجون». (۱ شهرک، ۳ منطقهٔ کارگری، و ۲۲ روستا)
در ژوئن ۱۹۷۶، با تأسیس مجدد شهرستان مونچون، سه روستای باقی مانده نیز («سامهوا»، «سونگجوک»، «شین‌سونگ») از چونّه جدا شده و به این شهرستان برگردانده شدند.(۱ شهرک، ۳ منطقهٔ کارگری، و ۱۹ روستا)
در اوت ۱۹۸۱ میلادی، چهار روستای «پونگنام»، «جونتان»، «سونگهونگ»، «وون‌بونگ»، به شهرستان گوون، استان هامگیونگ جنوبی برگردانده شدند.(۱ شهرک، ۳ منطقهٔ کارگری، و ۱۵ روستا)
در نوامبر سال ۱۹۹۱، روستای «سوچی» به «ده‌یانگ» [대양리] تغییر کرد.